# Производство чеснока в Китае
Производство чеснока в Китае имеет важное значение для мировой чесночной индустрии, поскольку Китай обеспечивает 80 % от общего мирового производства и является ведущим экспортёром. Следующими после Китая крупными производителями чеснока являются Индия (5 % мирового производства) и Бангладеш (1 %). По состоянию на 2019 год Китай производил 23 миллиона тонн продукта в год.

## История
Чеснок в Китае упоминается в Календаре Ся, датируемом 2000 годом до н. э. Предполагается, что он был культивирован в Китае в то же время, что и в древней Месопотамии. Древние китайцы осознавали мощное антибиотическое действие чеснока и использовали его в традиционной китайской медицине, применяя для лечения расстройства желудка и диареи, а также против других заболеваний.
В период с 1992 по 2000 год экспорт китайского чеснока увеличился с 128 239 тонн до 383 860 тонн в год, и страна стала крупнейшим в мире производителем.
Китай был вовлечён в многочисленные споры с конкурентами, включая Южную Корею, Японию и США, в отношении страны велось расследование по факту демпинга. В 1994 году США ввели антидемпинговый налог на китайский чеснок в размере 376,67 % сроком на 5 лет, а когда китайские торговцы чесноком в 1999 году не встретились с официальными лицами США для рассмотрения ситуации, пошлина была сохранена на постоянной основе. В 1994 году Китай также ввёл правила экспорта чеснока в 12 стран. В соответствии с новыми правилами экспорт был разрешён только 16 фирмам, для каждой из которых была установлена фиксированная квота, на основе которой взимался сбор. В 1994 году Китайская торговая палата установила общую выделенную квоту в размере 100 000 тонн с увеличением квот в последующие четыре года.
В феврале 2001 года страны договорились соглашением сроком на семь лет урегулировать давний спор, связанный с интересами Китая в трёх государствах-членах Европейского союза. В 2004 году Канада ввела антидемпинговую пошлину на чеснок, поскольку на тот момент экспорт Китая покрывал 75 % его мирового производства. Комитет по надзору также отметил, что производство чеснока в Китае выросло на 60 % по сравнению с уровнем 2000 года. Несмотря на высокие показатели производства, зафиксированные до 2004 года, ФАО сообщила, что в 2005 году наблюдался дефицит производства, что в том году привело к росту цены на чеснок на экспортном рынке до 13 долларов США за коробку. Мексика, Бразилия, Чили, Таиланд, Венесуэла и Южная Африка присоединились к США и Канаде, введя антидемпинговую пошлину. Однако экспорт чеснока из Китая в Европейский союз был освобождён от пошлин до лимита в 29,1 млн фунтов чеснока в год, при превышении этого объёма пошлина взималась по возрастающей ставке.
У Китая также возникли проблемы с Кореей — важнейшим рынком сбыта китайского чеснока. В 1999 году цены на корейский чеснок упали на 30 %, что было обусловлено более дешёвым импортным китайским чесноком. В результате 1 июня 2000 года корейское правительство ввело 315-процентный налог на импортный чеснок и ограничения на количество разрешенного импорта. Китайское правительство расценило это как прямую атаку на свою чесночную промышленность и через неделю, 7 июня 2000 года, приняло ответные меры, приостановив импорт мобильных телефонов и полиэтилена корейского производства. Шесть недель спустя запрет был снят, и корейские дипломаты достигли соглашения с китайцами по поводу чесночной отрасли, в соответствии с которым Южная Корея могла импортировать 32 000 тонн в год по низким тарифам и имела право на рост на 5,25 % в год в течение трёхлетнего периода. Министерство внешней торговли и экономического сотрудничества Китая (MOFTEC) установило «Временные правила управления экспортом чеснока в Южную Корею» для его специального управления и регулирования.
В январе 2013 года сообщалось, что двое британцев заработали миллионы евро, контрабандой ввозя китайский чеснок из Норвегии в Евросоюз; это незаконно, поскольку ЕС взимает 9,6-процентную пошлину на импортный чеснок.

## Производство
По состоянию на 2016 год Китай был крупнейшим производителем чеснока в мире, осуществляя 80 % мировых поставок. Большая часть чеснока в Китае выращивается в Шаньдуне, восточной прибрежной провинции, расположенной к юго-востоку от Пекина; в частности, Цзиньсян известен как «мировая столица чеснока».

### Методы
Хотя чеснок (Allium sativum L) выращивается в основном в качестве пищевого ароматизатора, он также известен своими полезными для здоровья свойствами. Его выращивание в Китае имеет давнюю историю, считается, что он был завезен из Монголии, а выращиваемый сорт известен как суань. Размножение чеснока осуществляется вегетативным способом, с использованием сегментов зубчиков (покрытых защитной оболочкой), образующихся внутри луковиц, поскольку они не дают семян; луковицы чеснока имеют десять листьев, которые прикреплены к центральной оси растения. Вода и питательные вещества в основном хранятся в зубчике чеснока, а не в листьях или стебле. Зубчики отчётливо формируются, когда отмирают корни и листья. Запах чеснока — результат содержания аллицина, который является органическим сернистым соединением.
Чеснок лучше растёт в регионах с перепадом температур от 12 до 24 градусов по Цельсию. У растения неглубокие корни, поэтому необходим хороший дренаж, особенно при выращивании на песчаных почвах. Применение пестицидов осуществляется после полевых испытаний. Распространённым заболеванием чеснока является синяя плесень, которая особенно заметна при хранении в герметичных контейнерах. Растение собирают, когда отмирают листья. Их выдергивают с помощью машин и в сухом виде хранят после удаления сгнивших сорняков, а затем подвергают процессу прокаливания. Чеснок можно хранить в подходящих условиях до 6 месяцев, а посадочный материал хранится при температуре от 5 до 10 градусов по Цельсию.
Часть рабочей силы, используемой для производства чеснока в Китае — заключённые. Рабочие часы длятся долго, и, по словам бывших заключенных, «едкие кислоты в чесноке могут расплавить ногти задержанных, обнажив жгучую плоть. Те, кто больше не может пользоваться руками, откусывают чесночную шелуху зубами».

## Фестивали и конференции
Третья ежегодная конференция по чесноку в Китае прошла в мае 2013 года. Организаторами мероприятия выступили Китайская торговая палата по продуктам питания, местным продуктам и животноводческим субпродуктам (CFNA) и её подпалата по чесноку, в которую входят более 200 компаний-членов чесночной отрасли. Второй Китайский международный фестиваль чеснока был организован в Цзиньсяне в 2010 году Китайской ассоциацией оборота овощей, Центром содействия производительности и Народным правительством города Цзинин. В 2002 году округ был занесён в Книгу рекордов Гиннесса как обладающий самой большой площадью выращивания чеснока.